# Steady Rollin' Man
Steady Rollin' Man — дебютний студійний альбом американського блюзового музиканта Роберта Локвуда-молодшого, випущений 1970 року лейблом Delmark. Записаний за участю гурту the Aces.

## Про альбом
Локвуд-молодший записав свою першу сесію у 1941 році, однак до 55 років не випустив жодного LP як соліст (хоча були видані декілька його синглів у 1940-х і 1950-х). Упродовж цих років він активно працював саме як сесійний музикант зокрема з Сонні Боєм Вільямсоном, Літтлом Волтером та Отісом Спенном.
Для запису цього альбому Локвуд-молодший повернувся до студійної роботи вперше після 10-річної перерви. Альбом записаний під час двох сесій 12 і 13 серпня 1970 року на студії P.S. Studios в Чикаго звукоінженером Полом Серрано. На ній Локвуд-молодший грає на гітарі і співає (на усіх піснях окрім декількох інструментальних) з гуртом the Aces, до складу якого увійшли гітарист Луї Маєрс, його брат басист Дейв Маєрс і барабанщик Фред Білоу. Матеріал складається з власних композицій Локвуда-молодшого і кавер-версій «Steady Rollin' Man» (яка дала назву альбому), «Ramblin' on My Mind» і «Kind-Hearted Woman» Роберта Джонсона (пасинком якого був музикант і який навчив його грати на гітарі). Також тут є інтерпретації Локвуда-молодшого «Blues and Trouble» Кертіса Джонса та інструментальної «Tanya» Джо Ліггінса. Продюсером альбому став Роберт Г. Кестер.
Платівка вийшла у 1970 році на лейблі Delmark і стала дебютною для 55-річного музиканта як соліста. З виходом альбому Локвуд-молодший почав активно записуватися і гастролювати.
1992 року перевиданий на CD, на якому додані дві композиції, альтернативні версії «Worst Old Feeling» і «Lockwood's Boogie».

## Реакція критиків
Оглядач AllMusic Алекс Гендерсон в своїй рецензії поставив Steady Rollin' Man оцінку 3.5 з 5 і зазначив, що «альбом, який, незважаючи на свою електричну спрямованість, добре відчуває тонкощі акустичного кантрі-блюзу, а виконання Локвуда-молодшого досить невимушене. Steady Rollin' Man вражає, хоча він і не настільки агресивний, як виступи в стилі чиказького блюзу Мадді Вотерса і Бадді Гая (лише ці два приклади) у тому ж 1970 році. Тим не менш, емоційна сила Локвуда проявляється під час приємної сесії, яка звучить так, ніби її записали у великому місті, але демонструє, що він ніколи не забував про блюз сільської місцевості Півдня.».

## Список композицій
| Сторона А | Сторона А                             | Сторона А              | Сторона А  |
| #         | Назва                                 | Автор                  | Тривалість |
| --------- | ------------------------------------- | ---------------------- | ---------- |
| 1.        | «Take a Walk with Me»                 | Роберт Локвуд-молодший | 2:22       |
| 2.        | «Steady Rollin' Man»                  | Роберт Джонсон         | 3:54       |
| 3.        | «Western Horizon»                     | Роберт Локвуд-молодший | 3:34       |
| 4.        | «Steady Groove» (інструментальна)     |                        | 2:25       |
| 5.        | «Mean Red Spider»                     |                        | 2:44       |
| 6.        | «Lockwood's Boogie» (інструментальна) | Роберт Локвуд-молодший | 3:44       |

| Сторона В | Сторона В                 | Сторона В              | Сторона В  |
| #         | Назва                     | Автор                  | Тривалість |
| --------- | ------------------------- | ---------------------- | ---------- |
| 1.        | «Ramblin' on My Mind»     | Роберт Джонсон         | 2:40       |
| 2.        | «Blues and Trouble»       | Роберт Локвуд-молодший | 3:25       |
| 3.        | «Worst Old Feeling»       |                        | 3:01       |
| 4.        | «Kind-Hearted Woman»      | Роберт Джонсон         | 2:37       |
| 5.        | «Can't Stand the Pain»    |                        | 2:38       |
| 6.        | «Tanya» (інструментальна) |                        | 2:45       |
| 35:08     |                           |                        |            |

| Бонус-треки на CD перевиданні Delmark DD 630 | Бонус-треки на CD перевиданні Delmark DD 630 | Бонус-треки на CD перевиданні Delmark DD 630 | Бонус-треки на CD перевиданні Delmark DD 630 |
| #                                            | Назва                                        | Автор                                        | Тривалість                                   |
| -------------------------------------------- | -------------------------------------------- | -------------------------------------------- | -------------------------------------------- |
| 1.                                           | «Worst Old Feeling» (альтернативний дубль)   |                                              | 2:41                                         |
| 2.                                           | «Lockwood's Boogie» (альтернативна дубль)    | Роберт Локвуд-молодший                       | 3:08                                         |
| 38:49                                        |                                              |                                              |                                              |

## Учасники запису
- Роберт Локвуд-молодший — вокал, гітара
- Луї Маєрс — гітара
- Девід Маєрс — бас-гітара
- Фред Білоу — ударні

Технічний персонал
- Роберт Г. Кестер — продюсер
- Пол Серрано — звукоінженер
- Збігнєв Ястшебський — обкладинка
- Грег Робертс, Джим Брінсфілд — фотографія